# الشركة المصرية للملاحة البحرية
الشركة المصرية للملاحة البحرية هي شركة مساهمة مصرية سابقة تأسست في 1961 وتم تصفيتها سنة 2020، وهي تعد امتداداً لشركة بواخر البوستة الخديوية التى أنشأها الخديوى إسماعيل، يرتكز نشاط الشركة الأساسي على نقل البضائع من وإلى الموانئ الخارجية وتعتبر الشركة رائدة شركات النقل البحرى في جمهورية مصر العربية.
تقرر تصفية الشركة في 2022 بعدما وصل حجم خسائرها إلى 1.25 مليار جنيه.

## تاريخها
كان الخديوي إسماعيل قد أسس شركة بواخر البوستة الخديوية في 1873 لنقل الركاب والبريد والبضائع وجرى بيعها إلى الإنجليز بعد الاحتلال البريطاني، ثم اشتراها رجل الأعمال المصري عبود باشا في أوائل القرن العشرين، وظلت هذه الشركة مملوكة إلى عبود باشا حتى صدر قرار بتأميمها في 1961 وأصبح اسمها الشركة المصرية للملاحة البحرية، بعد دمجها مع شركة الإسكندرية للملاحة البحرية التي أسسها أمين باشا سنة 1931، وشركة مصر للملاحة البحرية التي أسسها محمد طلعت حرب باشا سنة 1937 مؤسس بنك مصر.

## الأسطول التجاري
يتألف الأسطول التجارى للشركة من 14 سفينة بأنواع وحمولات مختلفة، (4) سفن دحرجة هي: نويبع، الحسين، رأس محمد وطابا، بحمولة 3130 طن و(4) سفن متعددة الأغراض هي: المنوفية، إسكندرية، ابن الوليد وأبو عجيلة، بحمولة 12800 طن و(2) ناقلة صب هي: قنا ودمياط بحمولة 38400 طن و(2) سفينة حاويات هي: رأس سدر ومرسى علم بحمولة 5934 طن و425 حاوية.